# Cirsium undulatum
Cirsium undulatum là một loài thực vật có hoa trong họ Cúc. Loài này được (Nutt.) Spreng. mô tả khoa học đầu tiên năm 1826.